# Friedrich Gottschalck
Kaspar Friedrich Gottschalck (* 15. Juli 1772 in Sondershausen; † 17. Juni 1854 in Dresden) war ein deutscher Sagensammler, Bibliothekar und Herausgeber.

## Leben
Friedrich Gottschalck war der zweite Sohn aus der zweiten Ehe des Regierungs- und Konsistorialrats Georg Karl Ludwig Gottschalck (* 22. Juni 1733, † 1. Oktober 1805) mit Johanne Marie Christiane geb. Giseke (* 11. Mai 1759, † 9. Oktober 1833), Tochter des Pfarrers und Dichters Nikolaus Dietrich Giseke. Der Vater Karl veranlasste den Neubau des bekannten Gottschalckschen Hauses in Sondershausen. Friedrichs Halbbrüder Adolph (1794–1855) und Carl (1801–1868) aus der vierten Ehe des Vaters wurden hochrangige Verwaltungsbeamte im Fürstentum Schwarzburg-Sondershausen. Friedrich heiratete am 1. Oktober 1805 Karoline Victorie Bingel (1783–1835) aus Hoym. Das Ehepaar hatte vier Kinder.
Friedrich verbrachte die Schulzeit in seinem Geburtsort. Von Herbst 1790 bis Herbst 1793 studierte er Rechtswissenschaft an der Universität Göttingen. Im September 1793 kam er nach Ballenstedt im Fürstentum Anhalt-Bernburg. Dort wurde er zunächst Archivar, dann Kanzleisekretär, Rat, und schließlich 1829 Hofrat. Den Ruhestand ab September 1836 verbrachte die Familie in Dresden.
Er entfaltete eine rege Publikationstätigkeit. Er brachte kurze Beiträge in diversen Zeitschriften (wie z. B. Olla Potrida) heraus. Später machte er sich als Herausgeber einer frühen Sagensammlung, eines Sammelwerks über Ritterburgen und von Reisehandbüchern einen Namen. 1817 erschien das dreibändige Werk 'Almanach der Ritterorden', ein Standardwerk zur Beschreibung europäischer Ritterorden und deren Klassifizierung.
1814 erschien von ihm unter dem programmatischen Titel Die Sagen und Volksmärchen der Deutschen eine der wichtigsten Sammlungen von Sagen und Märchen, die vor Erscheinen von Deutsche Sagen der Brüder Grimm herausgekommen sind. Sie ist vergleichbar mit den Werken von Johann Karl Christoph Nachtigal und Johann Gustav Büsching. Seine Sagen- und Märchensammlung enthält 50 Texte in bunter Folge, die er mit kleinen Kommentaren und Quellenangaben versehen hat. Teilweise ordnete er die Sagen historischen Ereignissen zu, obwohl er im Vorwort betonte, Sagen dienten primär der Unterhaltung und seien keine historischen Zeugnisse.
Gottschalck brachte 1823 eine Familienchronik heraus, die er noch zweimal (1838 und 1851) überarbeitete.

## Werke (Auswahl)
- Der Eremit. In: Olla Potrida Jg. 1792, Zweites Stück, S. 87–97.
- Berloff. In: Olla Potrida Jg. 1792, Viertes Stück, S. 122–131.
- Meine Reise nach dem Frohnleichnamsfeste in Erfurt. In: Olla Potrida Jg. 1793, Viertes Stück, S. 31–44.
- Taschenbuch für Reisende in den Harz. G. Th. Keil, Magdeburg 1806. (Reprint, 3. Auflage 2015, Schmidt-Buch-Verlag Wernigerode, ISBN 978-3-936185-69-0)
- Taschenbuch für Reisende in den Harz. 2. Aufl. Magdeburg 1817. Digitalisat.
- Die Ritterburgen und Bergschlösser Deutschlands. Halle: Hemmerde u. Schwetschke 1810 (Digitalisat)
- Almanach der Ritter-Orden. 3 Bände. Goeschen, 1819. Digitalisat von Bd.1 und Bd. 3.
- Genealogisches Taschenbuch auf das Jahr …. Digitalisate.
- Die Sagen und Volksmährchen der Deutschen. 1. Band [mehr nicht erschienen]. Halle: Hemmerde und Schwetschke, 1814, Commons. Neuausgabe Hofenberg, Berlin 2017, ISBN 978-3-7437-1387-1.
- Deutsche Volksmärchen. Leipzig: Baumgärtner. 1846. Band 1 und 2.
- Die Zerstörung von Oberlauda. In: Badisches Sagen-Buch. 2. Band. Karlsruhe: Creuzbauer und Kasper, 1846, S. 630–632.
- Dresden seine Umgebungen und die sächsische Schweiz. 5. Auflage, 2. Abdruck. Dresden: Gottschalck, 1856.

## Nachweise
1. ↑  Todesanzeige in Regierungs- und Intelligenz-Blatt vom 13. Oktober 1833, S. 330.
2. ↑  Hinweise bei Döring S. 171.

| Personendaten    | Personendaten                                        |
| ---------------- | ---------------------------------------------------- |
| NAME             | Gottschalck, Friedrich                               |
| ALTERNATIVNAMEN  | Gottschalck, Kaspar Friedrich (vollständiger Name)   |
| KURZBESCHREIBUNG | deutscher Sagensammler, Bibliothekar und Herausgeber |
| GEBURTSDATUM     | 15. Juli 1772                                        |
| GEBURTSORT       | Sondershausen                                        |
| STERBEDATUM      | 17. Juni 1854                                        |
| STERBEORT        | Dresden                                              |